# 36.ª División (Ejército Popular de la República)
La 36.ª División fue una formación militar perteneciente al Ejército Popular de la República que luchó durante la Guerra Civil Española. Estuvo desplegada  en el frente de Extremadura durante toda la contienda.

## Historial
La unidad fue creada en mayo de 1937, en el Frente de Extremadura. La división fue asignada al VII Cuerpo de Ejército, quedando situada en el frente del Tajo. Con posterioridad la división quedó compuesta por las brigadas 47.ª, 62.ª, 104.ª y 113.ª, cubriendo el frente que iba desde el río Algodor hasta Castilblanco. Durante los siguientes meses no intervino en operaciones de relevancia. A comienzos de 1938 cedió dos de sus brigadas —la 62.ª y 104.ª— con las cuales se creó la división «Extremadura».
En julio de 1938 tomó en los combates de la Bolsa de Mérida, durante los cuales sufrió un quebranto considerable. A partir del 11 agosto el mando fue asumido por el mayor de milicias José Neira Jarabo. Para estas fechas la 36.ª División, compuesta por las brigadas mixtas 47.ª, 113.ª y 148.ª, pasó a quedar integrada en el VI Cuerpo de Ejército.

## Mandos
Comandantes
- teniente coronel Antonio Bertomeu Bisquert;[6]
- teniente coronel Francisco Gómez Palacios;[7]
- mayor de milicias José Neira Jarabo;[8]

Comisarios
- Francisco Gil Vallejo, del PCE;[9]
- Dionisio Martín Martínez, del PCE;[10]
- Pedro Yáñez Jiménez, del PSOE;[1]

## Orden de batalla
| Fecha                | Cuerpo de ejército adscrito | Brigadas mixtas integradas | Frente de batalla |
| Mayo de 1937         | VII Cuerpo de Ejército      | 47.ª, 46.ª, 113.ª y 104.ª  | Extremadura       |
| Diciembre de 1937    | VII Cuerpo de Ejército      | 47.ª, 62.ª, 104.ª y 113.ª  | Extremadura       |
| Marzo de 1938        | VII Cuerpo de Ejército      | 47.ª, 113.ª y 62.ª         | Extremadura       |
| 30 de abril de 1938  | VII Cuerpo de Ejército      | 21.ª, 47.ª y 113.ª         | Extremadura       |
| Julio de 1938        | VII Cuerpo de Ejército      | 47.ª, 113.ª y 114.ª        | Extremadura       |
| 11 de agosto de 1938 | VI Cuerpo de Ejército       | 47.ª, 113.ª y 148.ª        | Extremadura       |
| Diciembre de 1938    | VI Cuerpo de Ejército       | 47.ª y 113.ª               | Extremadura       |